# Heimat (concepto)
Heimat es una palabra femenina alemana que es difícil traducir, aunque puede encontrarse, en función de las circunstancias, como "tierra natal", "hogar" o "patria". Generalmente se corresponde con un sentimiento universalmente extendido. Heimat tiene connotaciones específicas de la cultura y la sociedad alemanas y, en concreto, del romanticismo, el nacionalismo, el estatalismo y el regionalismo alemanes, por lo que no tiene un equivalente exacto en castellano.

## Diferentes definiciones
Por una parte puede significar el país de nuestro nacimiento, pero también el hogar de nuestra infancia. Así, cuando estamos lejos de nuestro hogar natal, nos entra la morriña, el "Heimweh" alemán, originalmente el mal de los mercenarios suizos que inspiró en 1688 al joven médico alsaciano Johannes Hofer el concepto de nostalgia en la tesis secundaria que defendió en la Universidad de Basilea.
El germanista Hermann Bausinger lo describe como una unidad espacial y social de alcance medio, en la que el individuo es capaz de experimentar la seguridad y la fiabilidad de su existencia, así como un lugar de una confianza más profunda. El hogar como lo contrario de la extranjería y la alienación, como ámbito de apropiación, de penetración activa, de fiabilidad.
Para la antropóloga cultural alemana Ina-Maria Greverus, el concepto de identidad adquirió una posición especial. Para ella, es un "mundo ideal" y sólo puede encontrarse en la trinidad de comunidad, espacio y tradición; pues sólo aquí se satisfacen las necesidades humanas de identidad, seguridad y configuración activa de la vida en un territorio culturalmente estructurado. En cualquier caso, heimat, o mejor, su examen, representa uno entre otros campos de identificación que conforman la identidad del yo.
En términos de etología y antropología, heimat refleja la necesidad de orientación espacial y el primer "territorio" que puede ofrecer identidad, estímulo y seguridad para la propia existencia. Desde una perspectiva filosófica existencial, heimat proporciona al individuo una orientación espaciotemporal para la autopreparación humana, en oposición al término de extrañeza (Otto Friedrich Bollnow). Desde el punto de vista de la sociología, heimat es una de las condiciones para la constitución de la identidad de grupo, complementaria de la extranjería (Georg Simmel).
Hubo un tiempo en que la lengua alemana oponía "heimat" a "elend", miseria. Esta última palabra procede del alemán antiguo "ali-lenti", que significa literalmente "el otro país" o "extranjero". Vivir "en el extranjero" era, por tanto, sinónimo de vivir "en la miseria", lo que por extensión define "heimat" como equivalente de felicidad.

## Origen del término
El equivalente alemán de "hogar" es heim (del germánico *haim). El sustantivo femenino heimat está atestiguado alrededor del siglo XI por medio del sufijo *-ōt(i)- que expresa un estado o condición que también se encuentra en Monat = "mes", que llegó a ser algo productivo en alemán medieval.
La distinción semántica con el simple "hogar" (heim), al menos en el siglo XVI, es que heim denota una casa individual (o granja, granja habitada por una familia extensa), mientras que heimat denota la más amplia "patria" de un pueblo o tribu. Se glosa con "patria" en muchas partes, y como tal es sinónimo de país natal. Lutero traduce la frase "la tierra de mi familia" (terra nativitatis mea) en Génesis 24:7 como meine Heimat. El uso de heimat en el sentido más amplio de Alemania como patria de una nación alemana está registrada por primera vez en el siglo XVII
No obstante, la palabra conserva el sentido pragmático de hábitat (de plantas y animales, lugar de nacimiento o residencia permanente de una persona, y en alto alemán (bávaro y suizo) también de la casa heredada del padre.